# Cocculinoidea
Super-famille
Cocculinoidea est une super-famille de mollusques gastéropodes.

## Liste des familles
Selon ITIS (29 avr. 2010) et World Register of Marine Species (25 octobre 2014) :
- famille Bathysciadiidae Dautzenberg & H. Fischer, 1900
- famille Cocculinidae Dall, 1882